# 新聞学
新聞学（しんぶんがく）は、以下の意味で用いられる。
- 大衆伝達（マス・コミュニケーション）による情報の供給と世論の形成過程を研究する学問[1]。学問としてのジャーナリズム。
- 印刷媒体、特に新聞（Zeitung）と雑誌（Zeitschrift）とを研究する学問[2][3]。ツァイトゥングス・ヴィッセンシャフト（Zeitungswissenschaft）。

## ドイツの新聞学（ツァイトゥングス・ヴィッセンシャフト）
1916年、カール・ビュッヒャーの尽力により、ライプツィヒ大学に「新聞学 (Zeitungswissenschaft)」の名を冠した研究所（現在はライプツィヒ大学メディア・コミュニケーション研究所）が設立され、正式な初代代表者となったのは、1926年から1933年に代表を務めたエリック・エフェルトであった。1926年には、『Zeitungswissenschaft（新聞学）』と題した最初の学術誌が、カール・デスターとヴァルター・ハイデによって創刊された。1930年代には、ベルリンのフリードリヒ・ヴィルヘルム大学にも新聞学部門が設けられた。その主任であったエミール・ドヴィファートは、長きにわたる闘争と幾多の議論を経て、映画やラジオもすべて新聞学の研究対象に含まれるものとし、新聞学の拡張を行なった。新聞学は、コミュニケーション学の先駆けであったと考えられる。

## 日本の新聞学

### 新聞学科
日本の大学には、もっぱら新聞学について教育する部門として新聞学科などが設けられている場合がある。
1932年、上智大学の専門部に新聞科が設置された。これは1948年に、学制改革を経て文学部新聞学科となった。GHQの指導により、戦後の1946年には早稲田大学政治経済学部に新聞学科がつくられた（1966年に新規募集を停止）。その前後、慶應義塾大学（1946年10月、新聞研究室）、明治大学（1946年、新聞高等研究科）、日本大学（1947年9月、法文学部新聞学科、のち法学部新聞学科）、関西大学（1949年4月、文学部新聞学科、のち社会学部メディア専攻）が同時期の学制改革として続く。なお、東京大学では、東京帝国大学に1929年設立した文学部新聞研究室を戦後の1949年に改組して新聞研究所となった。この新聞研究所は、1992年に社会情報研究所と名称変更して、現在の東京大学大学院情報学環・学際情報学府に吸収された。

### 学会
1951年に日本新聞学会が設立され、日本におけるマス・コミュニケーション研究の中心的な学会となっていたが、1991年の決定に基づいて、学会の名称は1993年に日本マス・コミュニケーション学会へ、さらに2022年に日本メディア学会へと改められた。
日本新聞学会が1952年から刊行していた学術誌『新聞学評論』は、学会名の改称を受けて、1993年から『マス・コミュニケーション研究』へ、2022年から『メディア研究』へと改題された。